# Space Empires: Starfury
Space Empires: Starfury là một game hành động được hãng Malfador Machinations phát triển và Shrapnel Games phát hành vào ngày 22 tháng 9 năm 2003. Trò chơi này được đặt trong vũ trụ Space Empires chứa các hệ hành tinh được liên kết bởi các điểm warp, hoặc lỗ sâu. Trò chơi cho phép người chơi điều khiển một con tàu vũ trụ duy nhất để khám phá vũ trụ.

## Lối chơi
Trong Space Empires: Starfury, người chơi điều khiển một con tàu vũ trụ duy nhất trong thời gian thực, trái ngược với việc điều khiển toàn bộ đế chế liên thiên hà theo kiểu 4X theo lượt trong các game trước trong dòng game Space Empires. Lối chơi bao gồm di chuyển giữa các hành tinh, chấp nhận nhiệm vụ và tùy chỉnh các thân tàu của tàu vũ trụ với các mô-đun thành phần của vũ khí, áo giáp, khiên, động cơ và các mô-đun khác như hỗ trợ sự sống, phi hành đoàn, cảm biến chiến đấu, cảm biến tầm xa, ECM, v.v. Thiết kế tàu bị hạn chế bởi tổng công suất trọng tải của tàu. Mỗi tàu vũ trụ có thể mua có các cấu hình thân tàu khác nhau, mỗi loại có các mẫu khác nhau cho các điểm cứng vũ khí và khung hỏa lực. Các loại tàu không gian khác nhau được giới thiệu trong trò chơi, như tàu chiến đấu nhỏ, tàu chở hàng, tàu cướp biển và trạm không gian. Người chơi không thể điều khiển một số loại tàu vũ trụ trong số này.
Chỉ huy của người chơi có thể tăng cấp, với mỗi điểm thuộc tính cấp cho người chơi lựa chọn. Có nhiều chiến dịch được gói gọn trong một cốt truyện duy nhất mà người chơi có thể nương tựa theo hoặc chọn tự do đi lang thang trong vũ trụ. Trò chơi có đồ họa 3D 24 bit, nhưng chuyển động bị giới hạn ở 2D.

## Cốt truyện
Người chơi làm việc bí mật cho TCN (Hải quân Liên minh Terran) để xác định nguyên nhân của sự leo thang gần đây của các cuộc tấn công cướp biển trong các lãnh thổ Trung lập. Người chơi đi đến các thuộc địa và các vì sao khác nhau, thực hiện các nhiệm vụ khác nhau để thúc đẩy câu chuyện. Các nhiệm vụ có mức độ khó từ trinh sát đơn giản cho đến việc tham gia các trận chiến vũ trụ giữa những hạm đội lớn.

## Phát triển
Space Empires: Starfury là tựa game đầu tiên được Malfador Machinations phát triển bằng cách sử dụng đồ họa 3D. Trò chơi ban đầu được lên kế hoạch làm bộ engine chiến đấu cho Space Empires V, nhưng đã quyết định rằng nó không đủ "sâu" cho mục đích đó. Thay vào đó, trò chơi phát triển thành một tựa game dựa trên một con tàu, được đặt trong vũ trụ Space Empires.
Các nhà phát triển đã tạo ra trò chơi với ý tưởng rằng người chơi có thể dễ dàng sửa đổi trò chơi theo ý thích của mình.

## Đón nhận
Trò chơi đã được đánh giá là một tựa game hay, pha trộn hành động với đồ họa đầy màu sắc. Một số nhà phê bình nói rằng lối chơi này rất đơn giản, trong khi những người khác nói rằng trò chơi thất bại trong việc tạo ra tính chân thực của việc di chuyển một con tàu vũ trụ trong không gian.